# Démographie de Flaxieu
La démographie de Flaxieu, commune rurale du département de l'Ain, en région Auvergne-Rhône-Alpes, est caractérisée par une densité faible et une population en croissance modérée depuis les années 2000.
En 2014, Flaxieu comptait 65  habitants, soit une évolution de 25 % par rapport à 2006. La commune occupait le 416e rang en nombre d'habitants sur les 419 communes que compte le département. La population est plus âgée que celle de la France métropolitaine.
L'évolution démographique, les indicateurs démographiques, la pyramide des âges, l'état matrimonial, les caractéristiques de l'emploi et le niveau de formation sont détaillés ci-après.

## Évolution démographique
L'évolution du nombre d'habitants est connue à travers les recensements de la population effectués périodiquement dans la commune depuis 1793. 
Après avoir présenté un maximum en 1846 avec 145 habitants, la population de la commune diminue jusqu'en 1975 avec un minimum à 47 habitants puis croît ensuite à nouveau modérément.
Une réforme du mode de recensement permet à l'Insee de publier les populations légales des communes annuellement à partir de 2006. Pour les communes de moins de 10 000 habitants, les recensements ont lieu tous les cinq ans, les populations légales intermédiaires sont quant à elles estimées par calcul. Le premier recensement exhaustif de la commune entrant dans le cadre de ce nouveau dispositif a eu lieu en 2004.
En 2014, Flaxieu comptait 65  habitants, soit une évolution de 25 % par rapport à 2006. La commune occupait le 416e rang en nombre d'habitants sur les 419 communes que compte le département.
| 1793 | 1800 | 1806 | 1821 | 1831 | 1836 | 1841 | 1846 | 1851 |
| ---- | ---- | ---- | ---- | ---- | ---- | ---- | ---- | ---- |
| 84   | 108  | 115  | 129  | 134  | 135  | 139  | 145  | 139  |

| 1856 | 1861 | 1866 | 1872 | 1876 | 1881 | 1886 | 1891 | 1896 |
| ---- | ---- | ---- | ---- | ---- | ---- | ---- | ---- | ---- |
| 131  | 133  | 128  | 129  | 121  | 131  | 130  | 127  | 115  |

| 1901 | 1906 | 1911 | 1921 | 1926 | 1931 | 1936 | 1946 | 1954 |
| ---- | ---- | ---- | ---- | ---- | ---- | ---- | ---- | ---- |
| 112  | 100  | 94   | 88   | 79   | 70   | 74   | 59   | 68   |

| 1962 | 1968 | 1975 | 1982 | 1990 | 1999 | 2004 | 2009 | 2014 |
| ---- | ---- | ---- | ---- | ---- | ---- | ---- | ---- | ---- |
| 72   | 67   | 47   | 49   | 53   | 50   | 51   | 60   | 65   |

## Indicateurs démographiques

### Densité
La densité de population de Flaxieu, mesurant le nombre de personnes par unité de surface, est passée de 24 habitants/km2 en 1968 à 21,5 en 2009. Elle est, en 2009, 4,8 fois plus faible que la densité moyenne du département de l'Ain (102,2), 6,6 fois plus faible que celle de la région Auvergne-Rhône-Alpes (141,3) et 5,3 fois que celle de la France métropolitaine (114,8).
Cet indicateur situe la commune au 349e rang au niveau départemental (sur 419 communes) et au 25 503e au niveau national (France métropolitaine), sur 36 575 communes.
|                           | Flaxieu | Flaxieu | Flaxieu | Flaxieu | Flaxieu | Flaxieu | Ain     | Rhône-Alpes | France     |
|                           | 1968    | 1975    | 1982    | 1990    | 1999    | 2009    | 2009    | 2009        | 2009       |
| ------------------------- | ------- | ------- | ------- | ------- | ------- | ------- | ------- | ----------- | ---------- |
| Population                | 67      | 47      | 49      | 53      | 50      | 60      | 588 853 | 6 174 040   | 62 465 709 |
| Densité moyenne (hab/km²) | 24      | 16,8    | 17,6    | 19      | 17,9    | 21,5    | 102,2   | 141,3       | 114,8      |

### Soldes naturels et migratoires
La variation moyenne annuelle de la population a augmenté depuis les années 1970. De -5 % sur la période 1968-1975, elle est passée à 1,8 % sur la période 1999-2009, quand celle du département de l'Ain a baissé de 1,5 % à 1,3 %. Le solde naturel annuel, qui est la différence entre  le nombre de naissances et le nombre de décès enregistrés au cours d'une même année, connaît une forte augmentation, puisque la variation annuelle due au solde naturel passe de -1,7 à -0,7. L'augmentation du taux de natalité, qui passe de 2,5 % à 11 %, est en fait relativement compensée par la baisse du taux de mortalité, qui parallèlement passe de 10,9 à 8,6.
Le flux migratoire est en  hausse, le taux annuel passant de -3,2 à 2,6 %, traduisant une hausse des implantations nouvelles dans la commune.
Le taux de natalité est passé de 2,5 ‰ sur la période 1968-1975 à 11 ‰  sur la période 1999-2009.  Celui du département était sur la période 1999-2009 de 12,5 ‰ et celui de la France métropolitaine de  12,8 ‰.
Le taux de mortalité est quant à lui passé de 19,8 ‰ sur la période 1968-1975 à 18,4 ‰  sur la période 1999-2009. Celui du département était sur cette dernière période de 7,6 ‰ et celui de la France de 8,8 ‰.
Evolution sur la période 1968-2009
|             |                                                    | 1968 à 1975 | 1975 à 1982 | 1982 à 1990 | 1990 à 1999 | 1999 à 2009 |
| ----------- | -------------------------------------------------- | ----------- | ----------- | ----------- | ----------- | ----------- |
| Commune     | Variation annuelle moyenne de la population (en %) | -5          | 0,6         | 1           | -0,6        | 1,8         |
| Commune     | - due au solde naturel (en %)                      | -1,7        | -2,4        | -0,2        | -0,6        | -0,7        |
| Commune     | - due au solde apparent des entrées sorties (en %) | -3,2        | 3           | 1,2         | 0           | 2,6         |
| Commune     | Taux de natalité (en ‰)                            | 2,5         | 3           | 2,5         | 0           | 11          |
| Commune     | Taux de mortalité (en ‰)                           | 19,8        | 26,7        | 4,9         | 6,4         | 18,4        |
| Département | Variation annuelle moyenne de la population (en %) | 1,5         | 1,5         | 1,5         | 1           | 1,3         |
| France      | Variation annuelle moyenne de la population (en %) | 0,8         | 0,5         | 0,5         | 0,4         | 0,7         |

Mouvements naturels sur la période 1999-2009

## Âge de la population

### Indice de jeunesse
La population s'est rajeunie entre 1999 et 2009, le taux des personnes de 60 ans et plus passant de 46 % à 35 %, alors que parallèlement les populations du département et de la France ont quant à elles vieilli, passant respectivement de 18 à 20 % pour le Département et de 20 à 23 % pour la France métropolitaine. 
|                    | Flaxieu | Ain  | Rhône-Alpes | France |
| ------------------ | ------- | ---- | ----------- | ------ |
| Ensemble           | 100     | 100  | 100         | 100    |
| moins de 20 ans    | 28,3    | 26,5 | 24,9        | 23,8   |
| de 20 à 59 ans     | 10      | 53,3 | 53,6        | 53,6   |
| 60 ans ou plus     | 35      | 20,2 | 21,6        | 22,6   |
| Indice de jeunesse | 0,81    | 1,31 | 1,15        | 1,06   |

|                | Flaxieu | Flaxieu | Flaxieu | Flaxieu | Ain  | Ain  | France | France |
|                | 2009    | 2009    | 1999    | 1999    | 2009 | 1999 | 2009   | 1999   |
| -------------- | ------- | ------- | ------- | ------- | ---- | ---- | ------ | ------ |
|                | nb      | %       | nb      | %       | %    | %    | %      | %      |
| Ensemble       | 60      | 100     | 50      | 100     | 100  | 100  | 100    | 100    |
| 0-14 ans       | 17      | 28      | 3       | 6       | 21   | 21   | 18     | 19     |
| 15-29 ans      | 0       | 0       | 8       | 16      | 17   | 19   | 19     | 20     |
| 30-44 ans      | 17      | 28      | 4       | 8       | 22   | 23   | 20     | 22     |
| 45-59 ans      | 5       | 8       | 12      | 24      | 20   | 19   | 20     | 18     |
| 60-74 ans      | 13      | 22      | 14      | 28      | 13   | 12   | 14     | 13     |
| 75 ans ou plus | 8       | 13      | 9       | 18      | 7    | 6    | 9      | 7      |

 1999  2009

## État matrimonial
En 2009, la commune comptait 27,9 % de célibataires, 51,2 % de personnes mariées, 9,3 % de veufs ou veuves et 11,6 % de divorcé(e)s. Le taux de personnes mariées apparaît ainsi inférieur à celui du département (52,5 %) et supérieur à celui de la France (47,5 %).
|               | Flaxieu | Flaxieu | Flaxieu | Ain    | France |
| ------------- | ------- | ------- | ------- | ------ | ------ |
|               | Hommes  | Femmes  | Total   | Total  | Total  |
| Célibataires  | 33,3 %  | 22,7 %  | 27,9 %  | 33,3 % | 37,5 % |
| Marié(e)s     | 52,4 %  | 50 %    | 51,2 %  | 52,5 % | 47,5 % |
| Veufs, veuves | 4,8 %   | 13,6 %  | 9,3 %   | 6,8 %  | 7,7 %  |
| Divorcé(e)s   | 9,5 %   | 13,6 %  | 11,6 %  | 7,4 %  | 7,4 %  |

Le premier recensement exhaustif de la commune dans le cadre du nouveau dispositif de recensement de la population a eu lieu en 2004. Pour les communes de moins de 10 000 habitants, le recensement étant réalisé tous les 5 ans, 2009 est une année de recensement exhaustif. La répartition de la population de 15 ans ou plus par sexe, âge et état matrimonial légal en 2009 est présentée dans le tableau suivant.
|                | Hommes       | Hommes    | Hommes        | Hommes      | Hommes   | Femmes       | Femmes    | Femmes        | Femmes      | Femmes   | Total        | Total     | Total         | Total       | Total    |
|                | Célibataires | Marié(e)s | Veufs, veuves | Divorcé(e)s | Ensemble | Célibataires | Marié(e)s | Veufs, veuves | Divorcé(e)s | Ensemble | Célibataires | Marié(e)s | Veufs, veuves | Divorcé(e)s | Ensemble |
| -------------- | ------------ | --------- | ------------- | ----------- | -------- | ------------ | --------- | ------------- | ----------- | -------- | ------------ | --------- | ------------- | ----------- | -------- |
| 15 à 19 ans    | 0            | 0         | 0             | 0           | 0        | 0            | 0         | 0             | 0           | 0        | 0            | 0         | 0             | 0           | 0        |
| 20 à 24 ans    | 0            | 0         | 0             | 0           | 0        | 0            | 0         | 0             | 0           | 0        | 0            | 0         | 0             | 0           | 0        |
| 25 à 39 ans    | 4            | 2         | 0             | 0           | 6        | 3            | 3         | 0             | 0           | 6        | 7            | 5         | 0             | 0           | 12       |
| 40 à 54 ans    | 1            | 1         | 0             | 2           | 4        | 2            | 0         | 0             | 1           | 3        | 3            | 1         | 0             | 3           | 7        |
| 55 à 64 ans    | 2            | 4         | 0             | 0           | 6        | 0            | 4         | 0             | 1           | 5        | 2            | 8         | 0             | 1           | 11       |
| 65 à 79 ans    | 0            | 2         | 0             | 0           | 2        | 0            | 3         | 1             | 1           | 5        | 0            | 5         | 1             | 1           | 7        |
| 80 ans ou plus | 0            | 2         | 1             | 0           | 3        | 0            | 1         | 2             | 0           | 3        | 0            | 3         | 3             | 0           | 6        |
| Ensemble       | 7            | 11        | 1             | 2           | 21       | 5            | 11        | 3             | 3           | 22       | 12           | 22        | 4             | 5           | 43       |

## Emploi
En 2009, les ouvriers représentaient, avec 8 emplois, la catégorie socioprofessionnelle la plus importante de la population active de la commune (16,7 % contre 18,6 au niveau départemental). En 1999, ils étaient 4 et représentaient 8,3 % de la population active.
La commune comptait par ailleurs, en 2009, 24 retraités, soit 50 % de la population de la commune et 22,7 % de plus que le taux départemental. Cet écart s'est toutefois réduit par rapport à celui de 1999 puisqu'il était alors de 10,9 %.
|                                                   | Flaxieu | Flaxieu | Flaxieu | Flaxieu | Ain  | Ain  | France | France |
| ------------------------------------------------- | ------- | ------- | ------- | ------- | ---- | ---- | ------ | ------ |
| 2009                                              | 2009    | 1999    | 1999    | 2009    | 1999 | 2009 | 1999   |        |
| nb                                                | %       | nb      | %       | %       | %    | %    | %      |        |
| Ensemble                                          | 48      | 100     | 48      | 100     | 100  | 100  | 100    | 100    |
| Agriculteurs exploitants                          | 4       | 8,3     | 8       | 16,7    | 0,9  | 1,4  | 1      | 1,4    |
| Artisans, commerçants, chefs d'entreprise         | 0       | 0       | 0       | 0       | 3,7  | 4,2  | 3,3    | 3,5    |
| Cadres et professions intellectuelles supérieures | 4       | 8,3     | 0       | 0       | 8    | 5,9  | 8,7    | 6,7    |
| Professions intermédiaires                        | 0       | 0       | 8       | 16,7    | 15,5 | 13,2 | 13,9   | 12,1   |
| Employés                                          | 4       | 8,3     | 0       | 0       | 16,8 | 16,1 | 16,6   | 16,5   |
| Ouvriers                                          | 8       | 16,7    | 4       | 8,3     | 16,8 | 18,6 | 13,5   | 14,9   |
| Retraités                                         | 24      | 50      | 16      | 33,3    | 24,2 | 20,9 | 26,2   | 22,4   |
| Autres personnes sans activité professionnelle    | 4       | 8,3     | 12      | 25      | 14   | 19,8 | 16,9   | 22,6   |

 1999  2009
En 2009, année de recensement exhaustif, la répartition de la population de 15 ans ou plus de la commune par sexe, âge et catégorie socioprofessionnelle est, comparativement à celle du département, la suivante :
|                                                   | Flaxieu | Flaxieu                            | Flaxieu                            | Flaxieu                            | Flaxieu                            | Flaxieu | Ain     | Ain                                | Ain                                | Ain                                | Ain                                | Ain  |
| Hommes                                            | Femmes  | Part en % de la population âgée de | Part en % de la population âgée de | Part en % de la population âgée de | Part en % de la population âgée de | Hommes  | Femmes  | Part en % de la population âgée de | Part en % de la population âgée de | Part en % de la population âgée de | Part en % de la population âgée de |      |
| Hommes                                            | Femmes  | 15 à 24 ans                        | 25 à 54 ans                        | 55 ans ou +                        | Ensemble                           | Hommes  | Femmes  | 15 à 24 ans                        | 25 à 54 ans                        | 55 ans ou +                        | Ensemble                           |      |
| ------------------------------------------------- | ------- | ---------------------------------- | ---------------------------------- | ---------------------------------- | ---------------------------------- | ------- | ------- | ---------------------------------- | ---------------------------------- | ---------------------------------- | ---------------------------------- | ---- |
| Ensemble                                          | 20      | 28                                 | 100                                | 100                                | 100                                | 100     | 255 436 | 273 463                            | 100                                | 100                                | 100                                | 100  |
| Agriculteurs exploitants                          | 4       | 0                                  | 0                                  | 25                                 | 0                                  | 8,3     | 3 221   | 893                                | 0,1                                | 1,1                                | 0,6                                | 0,8  |
| Artisans, commerçants, chefs d'entreprise         | 0       | 0                                  | 0                                  | 0                                  | 0                                  | 0       | 10 609  | 4 012                              | 0,6                                | 4,3                                | 1,6                                | 2,8  |
| Cadres et professions intellectuelles supérieures | 0       | 4                                  | 0                                  | 25                                 | 0                                  | 8,3     | 26 145  | 15 544                             | 1,3                                | 12,9                               | 3,8                                | 7,9  |
| Professions intermédiaires                        | 0       | 0                                  | 0                                  | 0                                  | 0                                  | 0       | 38 104  | 39 845                             | 9                                  | 24,4                               | 4,1                                | 14,7 |
| Employés                                          | 0       | 4                                  | 0                                  | 25                                 | 0                                  | 8,3     | 19 492  | 66 949                             | 16,6                               | 24,7                               | 4,9                                | 16,3 |
| Ouvriers                                          | 4       | 4                                  | 0                                  | 25                                 | 13                                 | 16,7    | 63 169  | 19 974                             | 18,1                               | 23,7                               | 3,9                                | 15,7 |
| Retraités                                         | 8       | 16                                 | 0                                  | 0                                  | 75                                 | 50      | 65 670  | 78 506                             | 0                                  | 0,5                                | 74,8                               | 27,3 |
| Autres personnes sans activité professionnelle    | 4       | 0                                  | 0                                  | 0                                  | 13                                 | 8,3     | 29 026  | 47 741                             | 54,3                               | 8,4                                | 6,1                                | 14,5 |

## Niveau de formation
Le taux de personnes non scolarisées sans diplôme a augmenté entre 1999 (13,6 %) et 2009 (14 %). Il est inférieur à celui de l'Ain (17,1 %)  et à celui de la France métropolitaine (18,3 %).
Parallèlement le taux de personnes titulaires d'un diplôme de l'enseignement supérieur long est passé de 4,5 % en 1999 à 9,3 % en 2009, un taux inférieur à celui de l'Ain (10,6 %) et au taux national relatif à la France métropolitaine (12,7 %).
|                                                           | Flaxieu | Flaxieu | Flaxieu | Flaxieu | Ain  | Ain  | France | France |
| --------------------------------------------------------- | ------- | ------- | ------- | ------- | ---- | ---- | ------ | ------ |
| 2009                                                      | 2009    | 1999    | 1999    | 2009    | 1999 | 2009 | 1999   |        |
| nb                                                        | %       | nb      | %       | %       | %    | %    | %      |        |
|                                                           | 43      | 100     | 44      | 100     | 100  | 100  | 100    | 100    |
| Aucun diplôme                                             | 6       | 14 %    | 6       | 13,6 %  | 17,1 | 18,4 | 18,3   | 20     |
| Titulaires du certificat d'études primaires               | 5       | 11,6 %  | 10      | 22,7 %  | 11,2 | 18,4 | 11,1   | 17,6   |
| Titulaires du BEPC, brevet des collèges                   | 3       | 7 %     | 4       | 9,1 %   | 5,7  | 7,4  | 6,3    | 8,1    |
| Titulaires d'un CAP ou d'un BEP                           | 13      | 30,2 %  | 10      | 22,7 %  | 26,5 | 27,6 | 24     | 25     |
| Titulaires d'un baccalauréat ou d'un brevet professionnel | 7       | 16,3 %  | 6       | 13,6 %  | 16,4 | 12,4 | 15,9   | 12,1   |
| Titulaires d'un diplôme de l'enseignement supérieur court | 5       | 11,6 %  | 6       | 13,6 %  | 12,5 | 8,8  | 11,8   | 8,5    |
| Titulaires d'un diplôme de l'enseignement supérieur long  | 4       | 9,3 %   | 2       | 4,5 %   | 10,6 | 7    | 12,7   | 8,8    |

 1999  2009